# Tom Gilbert
Thomas Kelly Gilbert (né le 10 janvier 1983 à Bloomington, dans l'État du Minnesota aux États-Unis) est un joueur professionnel de hockey sur glace évoluant au poste de défenseur.
Repêché par l'Avalanche du Colorado de la Ligue nationale de hockey (LNH) en 2002, il devient professionnel en 2006-2007 lorsqu'il joue pour les Penguins de Wilkes-Barre/Scranton de la Ligue américaine de hockey. Durant cette saison, il fait ses débuts avec les Oilers d'Edmonton dans la LNH et devient joueur régulier depuis la saison 2007-2008. Il joue depuis courant 2012 pour le Wild du Minnesota, toujours dans la LNH.
Il représente l'équipe des États-Unis une fois à l'occasion du championnat du monde 2008.

## Biographie

### Ses débuts
Gilbert débute en 1999-2000 au hockey sur glace avec les Jaguars de l'école Bloomington-Jefferson dans l'État du Minnesota. Après avoir joué sa deuxième saison avec l'équipe, il participe à un match avec le Steel de Chicago dans l'United States Hockey League (souvent désigné par le sigle USHL). En 2001-2002, il joue la saison complète avec le Steel où il récolte 28 points en 57 matchs et il est sélectionné au 129e rang du quatrième tour par l'Avalanche du Colorado au repêchage d'entrée dans la Ligue nationale de hockey de 2002.
Il rejoint l'Université du Wisconsin et joue pour les Badgers de la Western Collegiate Hockey Association dans le championnat universitaire de la National Collegiate Athletic Association. Avec une récolte de 20 points en 39 matchs à sa première saison universitaire, il termine en tant que troisième pointeur après les 27 points de René Bourque et premier en tant que défenseur. Toujours dans ce poste, il est premier pour les buts (sept) et passes décisives (13).
Le 9 mars 2004, l'Avalanche échange Gilbert aux Oilers d'Edmonton en retour de Tommy Salo et d'un choix de sixième tour au repêchage de 2005 (Justin Mercier). En 2005, les Badgers se qualifient au tournoi de la NCAA. Membres de la Midwest Regional, ils perdent 4-1 au premier tour contre les Wolverines de l'Université du Michigan. À la fin de la saison, il remporte le Spike Carlson MVP Award, trophée interne de l'équipe remis au meilleur joueur de l'équipe et le trophée Dr. Joseph Coyne du joueur le plus cohérent de l'équipe qu'il partage avec Joe Pavelski.
Pour sa dernière en 2005-2006, Gilbert termine premier en tant que défenseur pour les buts (12), passes décisives (19) et points (31) et quatrième pointeur attaquants et défenseurs confondus derrière Pavelski, Robbie Earl et Adam Burish. L'équipe du Wisconsin joue pour une troisième année consécutive le tournoi de la NCAA et passent les deux tours de la Midwest Regional. Après une victoire face aux Black Bears de l'Université du Maine en demi-finale, Gilbert aide les Badgers à remporter le championnat de la NCAA lors de la finale du Frozen Four face aux Eagles de Boston College en marquant le but vainqueur au troisième tiers-temps. Gilbert figure dans la première équipe de la WCHA et remporte encore une fois le trophée Dr. Joseph Coyne.

### Carrière professionnelle

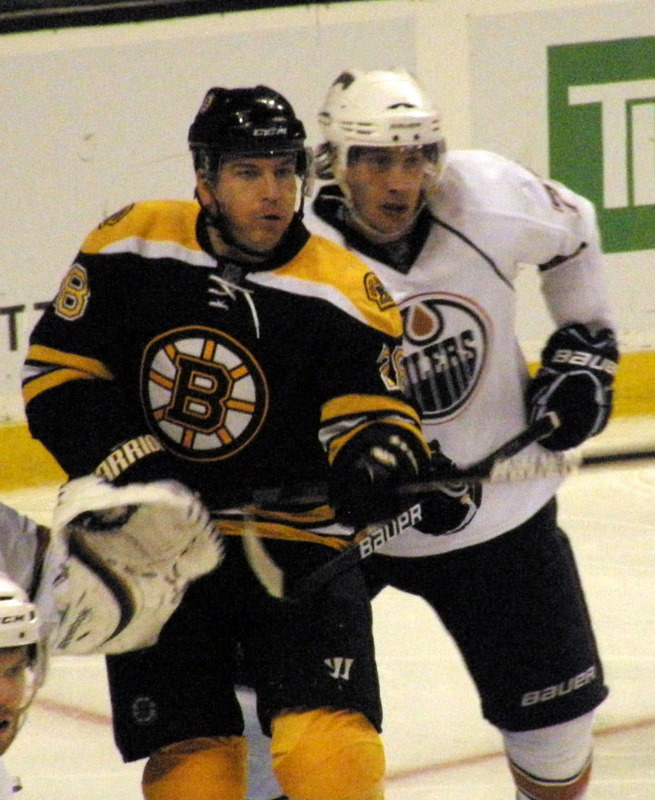
Gilbert (en blanc) et Mark Recchi (en noir) lors d'un match des Oilers contre les Bruins de Boston en octobre 2009.

Le 21 juillet 2006, Gilbert signe son premier contrat professionnel avec les Oilers pour une durée de deux ans. Il commence sa saison avec les Penguins de Wilkes-Barre/Scranton dans la Ligue américaine de hockey. Rappelé par Edmonton, il joue son premier match dans la LNH contre les Sharks de San José le 10 janvier 2007, le jour de son 24e anniversaire. Le 20 février, il marque son premier but dans la LNH face à Martin Gerber des Sénateurs d'Ottawa alors qu'il restait 20 secondes à faire dans le troisième tiers-temps ; ce but a permis aux Oilers d'égaliser la marque 3-3 pour forcer une période prolongation. Deux jours plus tard contre les Blue Jackets de Columbus, il subit un coup à la tête de la part de Jody Shelley qui lui fait manquer 13 parties. À la fin de la saison, il totalise un but et cinq passes décisives en douze matchs avec les Oilers. Dans la LAH, il joue 48 matchs avec les Penguins pour totaliser quatre buts et 26 aides pour 30 points. Au niveau des défenseurs, il termine en tant que deuxième pointeur à égalité avec Matt Carkner devant les 51 points de Micki DuPont. L'équipe de WBS est qualifiée pour les séries éliminatoires de la Coupe Calder mais perdent au deuxième tour contre les Bears de Hershey, futurs finalistes de la Coupe.
En 2007-2008, Gilbert entame sa première saison en tant que membre régulier de l'équipe. Le 4 mars 2008 contre les Predators de Nashville, Gilbert marque son dixième but cette saison pour battre le record des Oilers du plus grand nombre de buts pour un défenseur recrue sur une saison ; le record appartenait à Paul Coffey en 1980-1981 et Marc-André Bergeron en 2003-2004. Gilbert termine la saison avec 13 buts et 33 points pour être le huitième pointeur et le premier en tant que défenseur de l'équipe. L'équipe est toutefois éliminée des séries avec la neuvième place de l'association de l'Ouest avec 88 points, trois points de moins que les Predators de Nashville et la huitième place. Gilbert figure parmi les deux défenseurs dans l'équipe d'étoiles des recrues de la LNH en compagnie de Tobias Enström. Le 11 avril, Gilbert signe une prolongation de contrat de six ans avec les Oilers pour 24 millions de dollars.
La saison suivante, Gilbert joue son centième match dans la ligue contre l'Avalanche du Colorado le 23 octobre 2008. À la fin de la saison, il totalise cinq buts et 40 aides pour 45 points en 82 matchs. Il est le quatrième pointeur derrière Aleš Hemský, Sheldon Souray et Shawn Horcoff et le deuxième passeur dans l'équipe. L'équipe termine de nouveau non-qualifiée pour les séries avec la quatrième place de la division Nord-Ouest.
En 2009-2010, le 21 mars 2010 contre les Sharks de San José, Gilbert réalise son centième point dans la LNH qui est une aide sur le but de Fernando Pisani. Le numéro 77 joue encore une fois les 82 matchs de l'équipe et totalise à la fin de la saison 31 points pour être le meilleur pointeur défenseur. Avec seulement 62 points, les Oilers sont bons derniers dans l'Ouest et également de la ligue.
Vers la fin de la saison 2010-2011, l'arrière des Oilers se blesse au dos puis manque trois matchs ; cette blessure met fin à sa séquence de 332 matchs consécutifs. Il enregistre à sa fiche six buts et 26 points pour 79 matchs. Les Oilers terminent de nouveau comme derniers au classement général avec le même nombre de points que l'an dernier.
Le 2 janvier 2012, Gilbert reçoit une mise en échec violente de la part de Daniel Carcillo des Blackhawks de Chicago l'envoyant contre la bande. Gilbert est blessé au genou alors que Carcillo est suspendu pour sept matchs. Ce dernier ratera finalement le reste de la saison puisqu'il s'est aussi blessé lorsqu'il a plaqué Gilbert. La blessure du numéro 77 lui fera manquer douze parties puis il retourne au jeu le 6 février contre les Maple Leafs de Toronto. Le 27 février, il est échangé au Wild du Minnesota contre un autre défenseur, Nick Schultz.
Gilbert joue son premier match avec le Wild le 28 février contre les Kings de Los Angeles. En vingt matchs avec Minnesota, il ne récolte que cinq aides et en incluant ses matchs avec Edmonton, il totalise trois buts et 18 aides en 67 parties. Le Wild termine la saison avec 81 points, soit la quatrième place de la division Nord-Ouest et une non-qualification pour les séries.
Au cours de la saison 2012-2013 écourtée en raison d'un lock-out, Gilbert amasse 13 points, dont trois buts et dix mentions d'assistance, en 43 matchs et joue pour la première fois de sa carrière les séries éliminatoires de la Coupe Stanley, alors que le Wild se fait sortir au premier tour face aux Blackhawks de Chicago. En raison des contraintes liées au plafond salarial, le Wild rachète lors de l'intersaison le contrat de Gilbert auquel il restait une année à écouler. Il devient agent libre et ne parvient pas à signer de contrat avec une équipe jusqu'en septembre 2013, alors qu'il est invité au camp d'entraînement des Panthers de la Floride. Il signe finalement un contrat d'un avec les Panthers le 28 septembre. Au cours de la saison 2013-2014, il joue 73 matchs en plus d'accumuler 28 points.
Le 1er juillet 2014, il signe un contrat de deux ans avec les Canadiens de Montréal.

### Carrière internationale

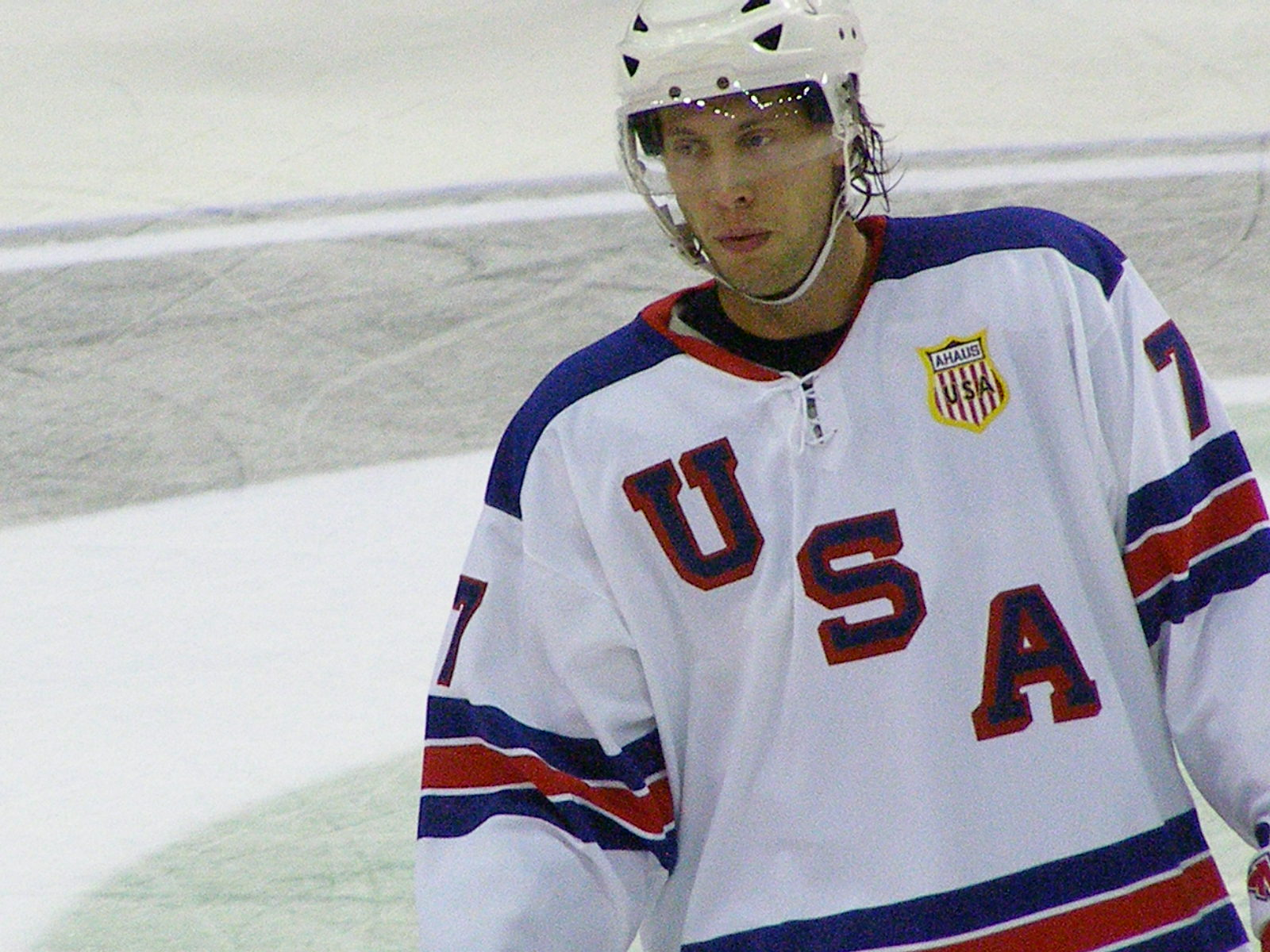
Gilbert au championnat du monde 2008.

Au niveau international, Gilbert a représenté l'équipe des États-Unis lors du championnat du monde 2008 à Halifax au Canada. Les Américains terminent deuxièmes dans leur poule et lors du match contre l'équipe du Canada, Gilbert réalise son premier point du tournoi qui est une aide sur le but de Patrick O'Sullivan. Il marque son premier but face à l'équipe de Finlande lors du deuxième tour pour la qualification. Les Américains vont s'incliner en demi-finale face aux mêmes Finlandais par la marque 3-2 en prolongation.

## Statistiques

### En club
| Saison     | Équipe                            | Ligue      |     | Saison régulière | Saison régulière | Saison régulière | Saison régulière | Saison régulière |   | Séries éliminatoires | Séries éliminatoires | Séries éliminatoires | Séries éliminatoires | Séries éliminatoires |
| Saison     | Équipe                            | Ligue      | PJ  | B                | A                | Pts              | Pun              | PJ               | B | A                    | Pts                  | Pun                  |                      |                      |
| 1999-2000  | Bloomington-Jefferson Jaguars     | HS         | 18  | 7                | 18               | 25               | -                | -                | - | -                    | -                    | -                    |                      |                      |
| 2000-2001  | Bloomington-Jefferson Jaguars     | HS         | 23  | 20               | 18               | 38               | -                | -                | - | -                    | -                    | -                    |                      |                      |
| 2000-2001  | Steel de Chicago                  | USHL       | 1   | 0                | 0                | 0                | 0                | -                | - | -                    | -                    | -                    |                      |                      |
| 2001-2002  | Steel de Chicago                  | USHL       | 57  | 13               | 15               | 28               | 62               | 4                | 0 | 0                    | 0                    | 4                    |                      |                      |
| 2002-2003  | Badgers du Wisconsin              | NCAA       | 39  | 7                | 13               | 20               | 36               | -                | - | -                    | -                    | -                    |                      |                      |
| 2003-2004  | Badgers du Wisconsin              | NCAA       | 39  | 6                | 15               | 21               | 36               | -                | - | -                    | -                    | -                    |                      |                      |
| 2004-2005  | Badgers du Wisconsin              | NCAA       | 41  | 8                | 9                | 17               | 48               | -                | - | -                    | -                    | -                    |                      |                      |
| 2005-2006  | Badgers du Wisconsin              | NCAA       | 43  | 12               | 19               | 31               | 32               | -                | - | -                    | -                    | -                    |                      |                      |
| 2006-2007  | Penguins de Wilkes-Barre/Scranton | LAH        | 48  | 4                | 26               | 30               | 32               | 10               | 1 | 7                    | 8                    | 10                   |                      |                      |
| 2006-2007  | Oilers d'Edmonton                 | LNH        | 12  | 1                | 5                | 6                | 0                | -                | - | -                    | -                    | -                    |                      |                      |
| 2007-2008  | Oilers d'Edmonton                 | LNH        | 82  | 13               | 20               | 33               | 20               | -                | - | -                    | -                    | -                    |                      |                      |
| 2008-2009  | Oilers d'Edmonton                 | LNH        | 82  | 5                | 40               | 45               | 26               | -                | - | -                    | -                    | -                    |                      |                      |
| 2009-2010  | Oilers d'Edmonton                 | LNH        | 82  | 5                | 26               | 31               | 16               | -                | - | -                    | -                    | -                    |                      |                      |
| 2010-2011  | Oilers d'Edmonton                 | LNH        | 79  | 6                | 20               | 26               | 32               | -                | - | -                    | -                    | -                    |                      |                      |
| 2011-2012  | Oilers d'Edmonton                 | LNH        | 47  | 3                | 14               | 17               | 12               | -                | - | -                    | -                    | -                    |                      |                      |
| 2011-2012  | Wild du Minnesota                 | LNH        | 20  | 0                | 5                | 5                | 8                | -                | - | -                    | -                    | -                    |                      |                      |
| 2012-2013  | Wild du Minnesota                 | LNH        | 43  | 3                | 10               | 13               | 18               | 5                | 0 | 0                    | 0                    | 2                    |                      |                      |
| 2013-2014  | Panthers de la Floride            | LNH        | 73  | 3                | 25               | 28               | 18               | -                | - | -                    | -                    | -                    |                      |                      |
| 2014-2015  | Canadiens de Montréal             | LNH        | 72  | 4                | 8                | 12               | 30               | 12               | 2 | 3                    | 5                    | 14                   |                      |                      |
| 2015-2016  | Canadiens de Montréal             | LNH        | 45  | 1                | 1                | 2                | 12               | -                | - | -                    | -                    | -                    |                      |                      |
| 2016-2017  | Kings de Los Angeles              | LNH        | 18  | 1                | 4                | 5                | 6                | -                | - | -                    | -                    | -                    |                      |                      |
| 2016-2017  | Reign d'Ontario                   | LAH        | 5   | 0                | 1                | 1                | 4                | -                | - | -                    | -                    | -                    |                      |                      |
| 2016-2017  | Bears de Hershey                  | LAH        | 25  | 3                | 10               | 13               | 6                | 9                | 0 | 2                    | 2                    | 0                    |                      |                      |
| 2017-2018  | Ice Tigers de Nuremberg           | DEL        | 49  | 1                | 10               | 11               | 30               | 12               | 0 | 7                    | 7                    | 4                    |                      |                      |
| 2018-2019  | Ice Tigers de Nuremberg           | DEL        | 31  | 3                | 15               | 18               | 18               | 8                | 1 | 0                    | 1                    | 6                    |                      |                      |
| 2019-2020  | Ice Tigers de Nuremberg           | DEL        | 43  | 4                | 12               | 16               | 16               | -                | - | -                    | -                    | -                    |                      |                      |
| 2020-2021  | Ice Tigers de Nuremberg           | DEL        | 36  | 2                | 9                | 11               | 12               | -                | - | -                    | -                    | -                    |                      |                      |
| Totaux LNH | Totaux LNH                        | Totaux LNH | 655 | 45               | 178              | 223              | 198              | 17               | 2 | 3                    | 5                    | 16                   |                      |                      |

### En équipe nationale
| Année | Équipe     | Évènement            |   | PJ | B | A | Pts | Pun      |  | Résultat |
| 2008  | États-Unis | Championnat du monde | 7 | 1  | 3 | 4 | 0   | 6e place |  |          |

## Trophées et honneurs personnels
- 2004-2005 : 
  - Spike Carlson MVP Award, trophée interne des Badgers
  - trophée Dr. Joseph Coyne, trophée interne des Badgers, avec Joe Pavelski
- 2005-2006 : 
  - champion de la NCAA avec les Badgers de Wisconsin
  - première équipe d'étoiles de la WCHA
  - NCAA West Second All-American Team
  - trophée Dr. Joseph Coyne, trophée interne des Badgers

- 2007-2008 : équipe d'étoiles des recrues dans la LNH